# Semana del orgullo en la discapacidad
La Semana del Orgullo en la Discapacidad o Disability Pride Week es un evento anual que promueve la visibilidad y la conciencia generalizada del orgullo en positivo sentido por personas con diversidad funcional en la comunidad.
Marca una rotura respecto al concepto tradicional asociado a la discapacidad como la vergüenza, que oculta a la discapacidad del espacio público y la conciencia generalizada.

## Disability Pride
El "Disability Pride es un concepto nuevo", anuncia la campaña desarrollada en la ciudad de Toronto (Canadá), tal y como se indica en su sitio web. Este movimiento tiene sus raíces en eventos sobre orgullo en otras comunidades minoritarias como el Black pride o el Orgullo LGBT. 
En 2004 se realiza en Chicago el primer desfile Disability Pride del país, desde entonces se han llevado a cabo en otras ciudades como San Francisco, Philadelphia, Detroit y Silicon Valley/Condado de Santa Clara. 
El desfile se desarrolla también en Noruega, Reino Unido y Corea del Sur.

## Objetivos
El desfile en Chicago describe sus objetivos así:
- Cambiar la forma en la que la gente piensa en la discapacidad.
- Romper y terminar con la culpa interna entre las personas con discapacidad.
- Promover la opinión en la sociedad de que la discapacidad es una parte natural y bella de la diversidad humana de la que las personas con discapacidad pueden sentirse orgullosas.[3]

Uno de los organizadores de la semana en la Universidad de Washington, expresó su deseo de cambiar el concepto social de la discapacidad separándolo del modelo médico:
Quiero promover una comprensión diferente de la discapacidad más allá del modelo médico. Quiero que las personas se den cuenta de la cuestión de la "discapacidad" como un problema creado socialmente", dijo Luetzow. El modelo médico de discapacidad se presenta como un problema de la persona, directamente causado por un trauma, enfermedad u otra condición de salud que requiere atención médica sostenida. Por otro lado, el manejo del problema dentro del modelo social de discapacidad requiere acción social y cambios culturales, individuales, comunitarios y a gran escala.

## Eventos durante la semana
Los eventos durante la Semana del Orgullo, combinan la celebración de la cultura de la discapacidad con eventos educativos como seminarios sobre derechos de la gente con discapacidad, accesibilidad y temas relacionados.